# Enevold Ewald

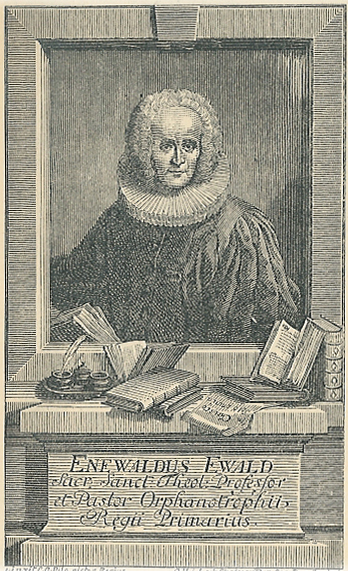
Enevold Ewald

Enevold Ewald, född den 29 augusti 1696, död den 17 november 1754, var en dansk präst. Han var måg till Marie Wulf och far till Johannes Ewald.
Ewald var prästson från Højst i Nordslesvig. Han studerade teologi i Tyskland, bland annat i Halle, där pietismen vid den tiden stod på sin höjdpunkt. Gripen av denna rörelse höll han efter återkomsten till hemmet samlingar i pietismens anda.
År 1727 blev han kallad till präst vid det nyupprättade Vajsenhuset i Köpenhamn och utövade genom sina predikningar ett icke ringa inflytande. Utan sammanstötningar med de ortodoxa gick det dock inte. Särskilt var skriftermålet med tillsägandet av syndernas förlåtelse en törn i ögat för pietisterna och Ewald fick tillåtelse att avstå från att leda skriftermål.
Senare kastade han sig mer över skriftliga arbeten; således utkom Tidsregister over det gamle og det ny Testamentes Kirkehistorie och fem band predikningar över Moseböckerna, dessa är tillsammans med hans Bibelske Konkordants (I-III, 1748-1749) vittnesbörd om en ingående bibelkunskap.